# Aromatics byggnad

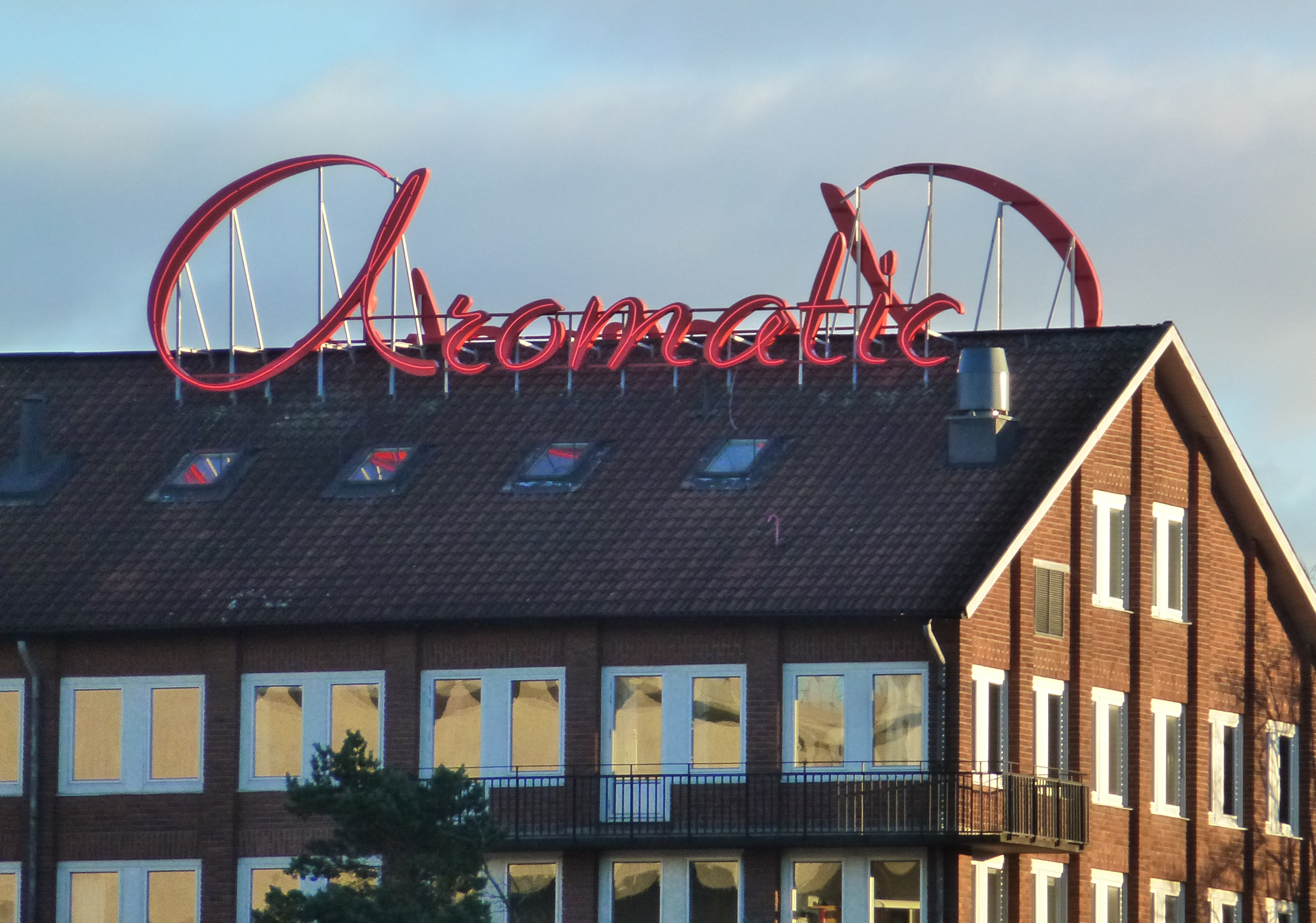
Aromatics neonskylt, 2013.

Aromatics byggnad var en kontors- och industribyggnad som låg i kvarteret Storseglet på norra Gröndal i södra Stockholm. Tegelbyggnaden med sina stora neonskyltar med text ”Aromatic” på taket var belägen intill Essingesundet och Essingeleden och blev ett känt inslag i Gröndals stadsbild.  

## Beskrivning

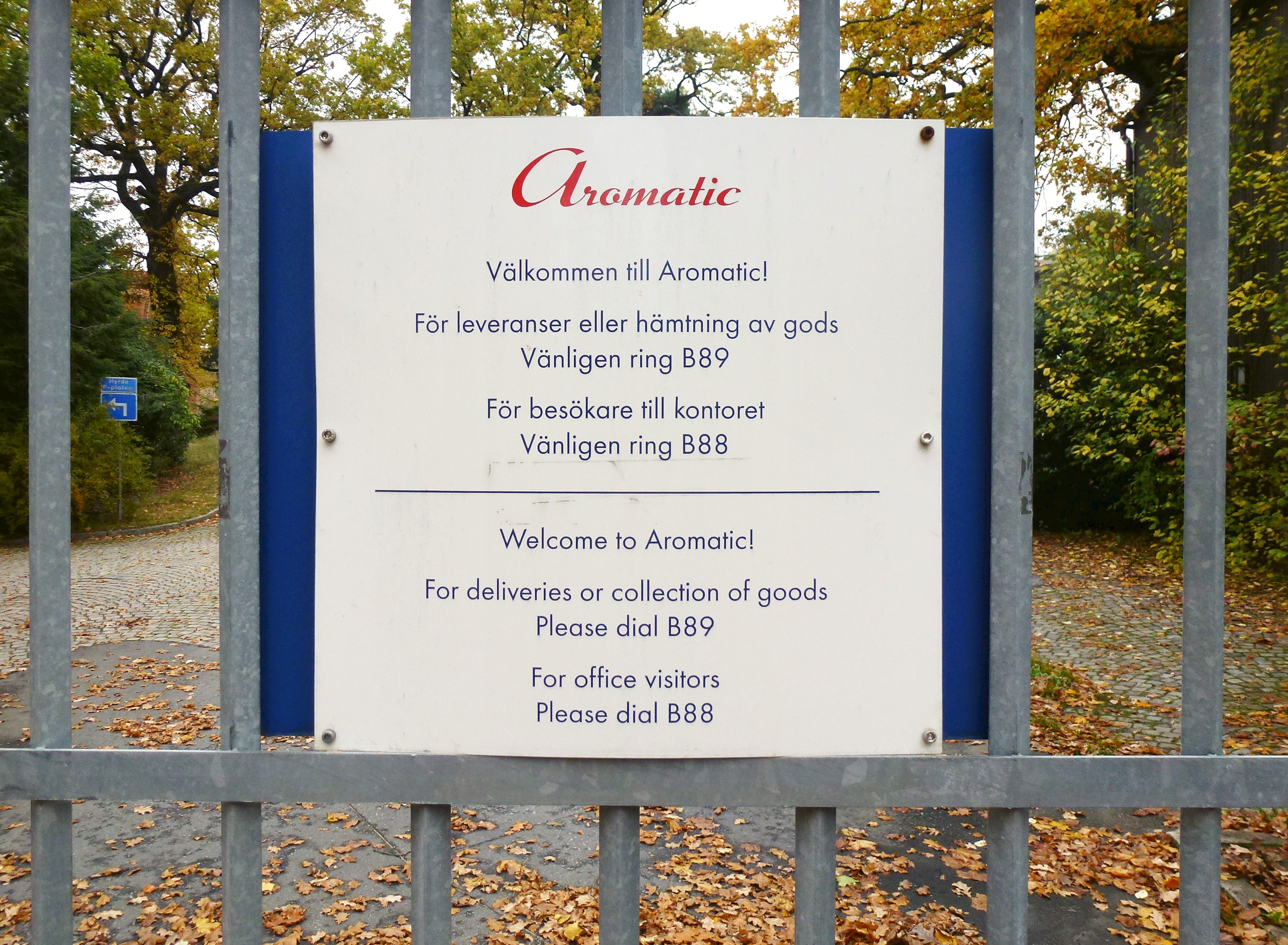
Skylt på entrégrinden, 2014.

Aromatics byggnad uppfördes mellan 1945 och 1950 för Aromatic Industri AB efter ritningar av arkitekt Gunnar Jacobson och  med Ohlsson & Skarne som byggmästare. Företaget Aromatic grundades 1936 i Stockholm. Deras första produkter var surrogat för att ersätta fett, socker och ägg, som var bristvaror vid den tiden. Senare tillverkades bageriprodukter samt forskning och utveckling bedrevs  i byggnaden. 
Den 1 januari 2012 förvärvades Aromatic av Bakels, en global leverantör av bageriingredienser med säte i Schweiz. Aromatic skulle emellertid fortsättningsvis att driva sin egen verksamhet och varumärket skulle finnas kvar, dock inte i Gröndal. 
Byggnaden blev känd för trafikanter på Essingeleden respektive för sjötrafiken på Essingesundet på grund av sina båda stora neonskyltar på taket. Texten ”Aromatic” var formgiven i elegant skrivstil med röd neon, den återgav även företagets varumärke och logotyp. Inom ramen för Earth Hour år 2012 släckte företaget sin skylt under en timme. Huset var gulklassat av Stockholms stadsmuseum, vilket innebär ”att bebyggelsen har positiv betydelse för stadsbilden och/eller har ett visst kulturhistoriskt värde”.

## Rivning
År 2012 beslöt stadsbyggnadsnämnden att Aromatics byggnad samt intilliggande kontorshus och klubbhus för Örnsbergs kanotsällskap skulle rivas. En ny offentlig plats med bryggor och allmänna vistelseytor planeras vid vattnet. En ny allmän park tillskapas i mitten av området. För att möjliggöra bygget vid vattnet upphävde länsstyrelsen strandskyddet. Stockholms stadsmuseum och Skönhetsrådet ställde sig negativa till förslaget. Sommaren 2014 tömdes byggnaden och den välkända skylten togs ner. Byggnaderna på fastigheten revs under 2015. På platsen uppfördes mellan 2015 och 2018 ett nytt bostadsområde kallad Gröndal Strand med omkring 400 bostäder.

## Bilder

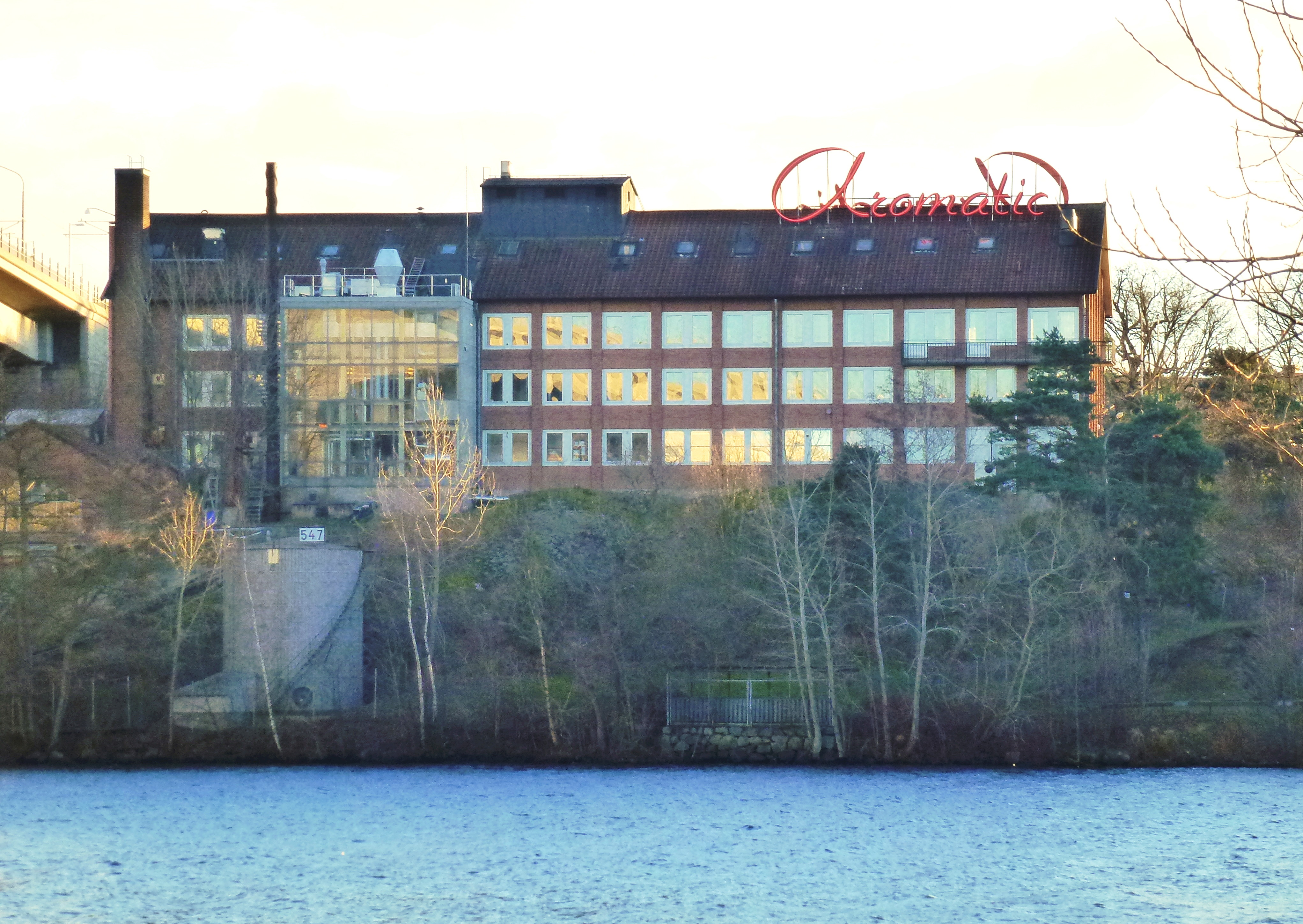
Aromatic, fasad mot Essingesundet, december 2013.
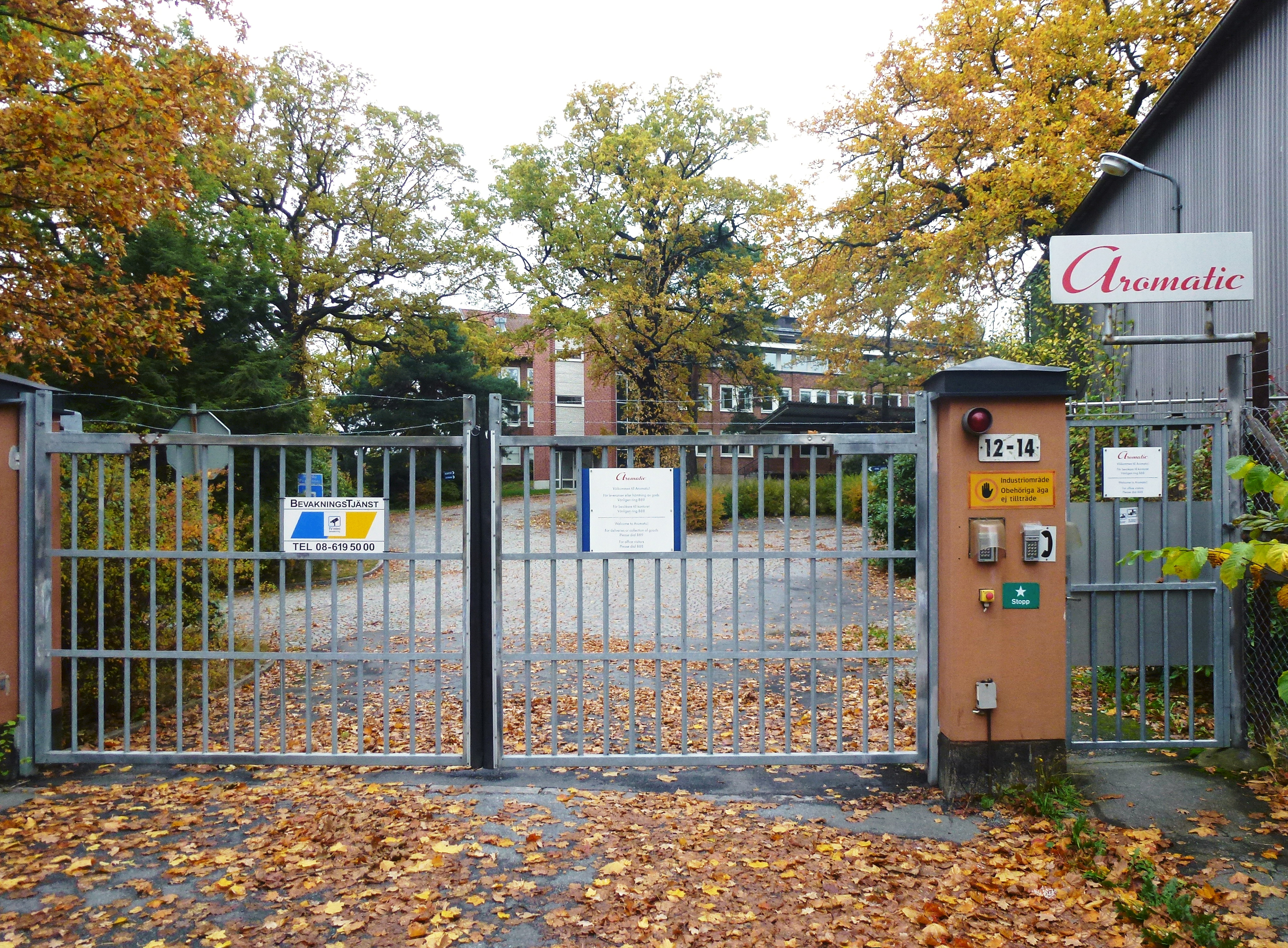
Aromatics grind, oktober 2014.
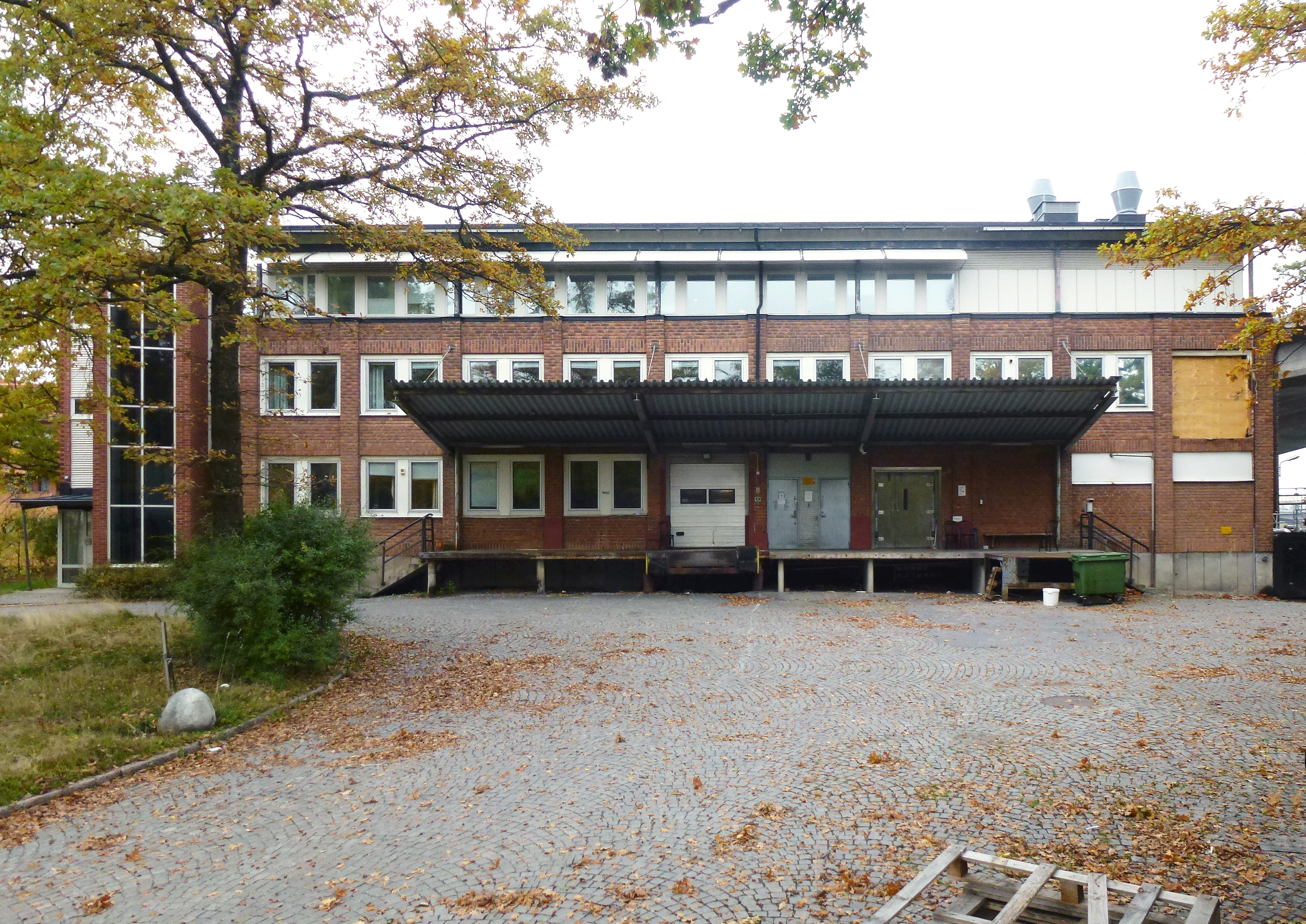
Aromatics gård, oktober 2014.
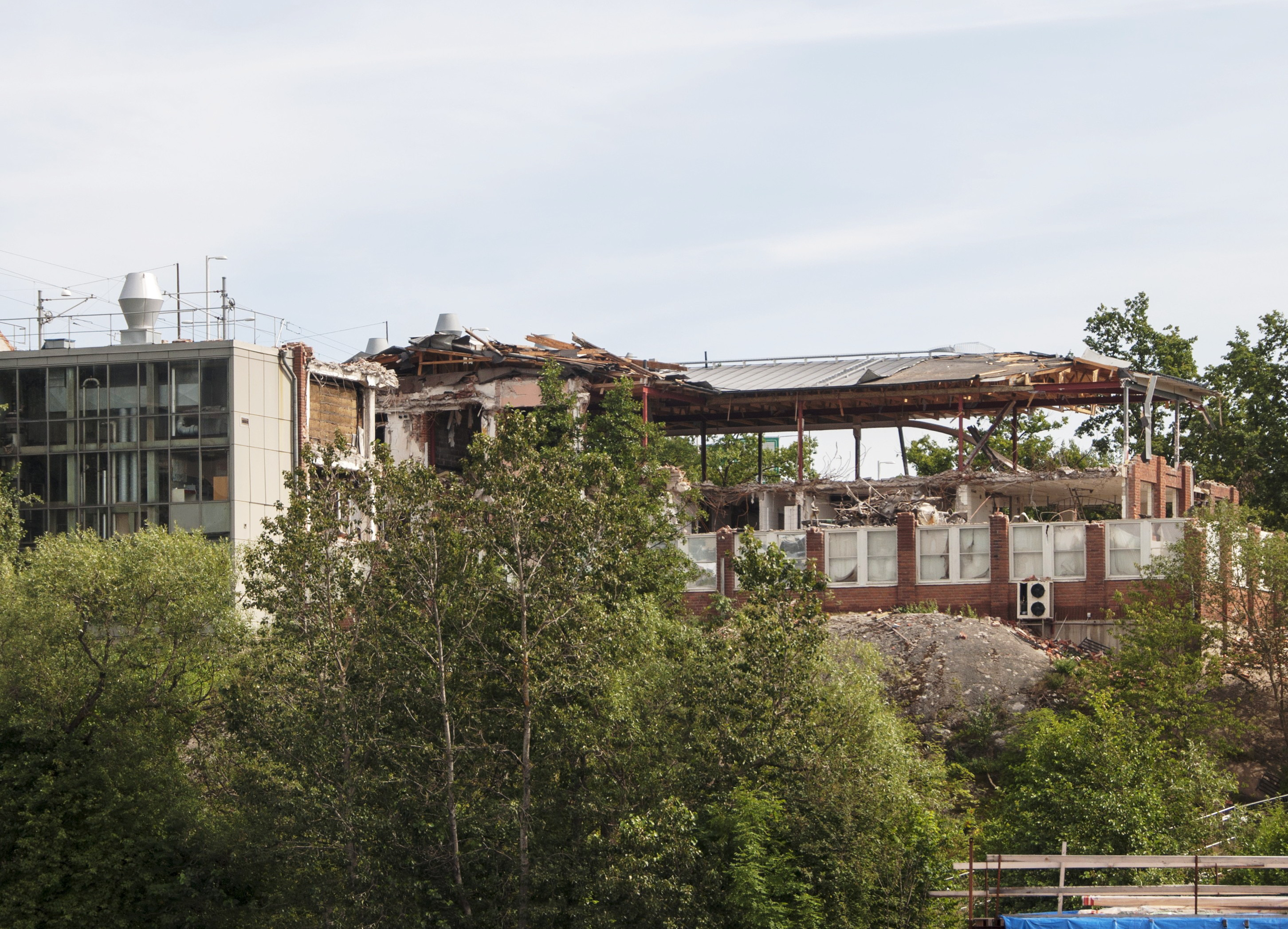
Rivning, augusti 2015
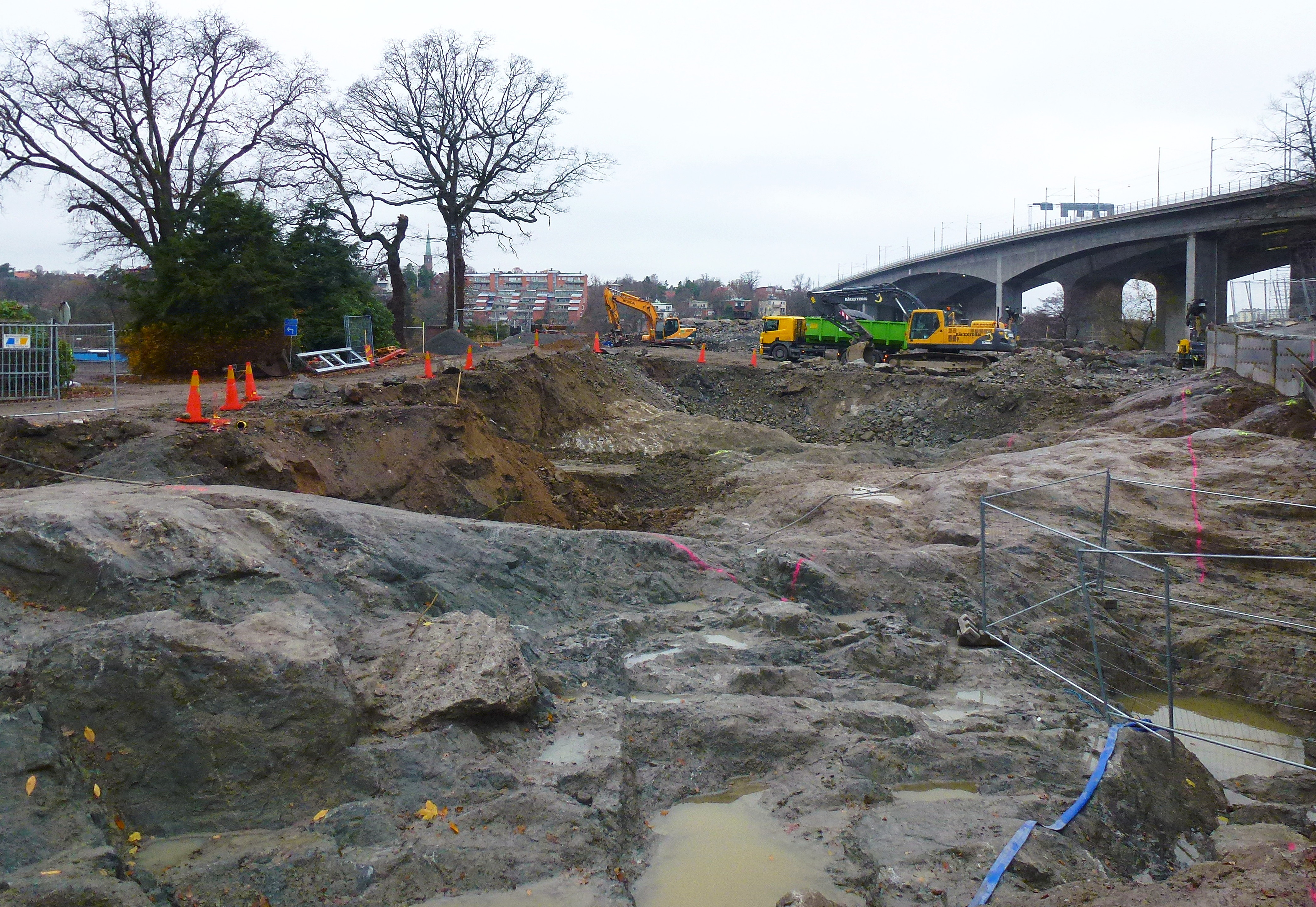
Den avrivna tomten, november 2015.